# Saint-Sébastien-sur-Loire
Saint-Sébastien-sur-Loire település Franciaországban, Loire-Atlantique megyében. Lakosainak száma 28 373 fő (2022. január 1.). Saint-Sébastien-sur-Loire Nantes, Basse-Goulaine és Vertou községekkel határos.

## Népesség
A település népessége az elmúlt években az alábbi módon változott:
| Lakosok száma | 14 159 | 17 825 | 22 202 | 24 508 | 25 610 | 26 371 | 26 838 | 27 493 | 27 958 | 28 373 |
|               | 1968   | 1982   | 1990   | 2006   | 2013   | 2015   | 2017   | 2019   | 2020   | 2022   |